# 沙日召
沙日召（旧译“什拉召”），清廷赐名“广慧寺”，位于内蒙古自治区鄂尔多斯市杭锦旗独贵特拉镇沙日召嘎查，是一座藏传佛教格鲁派寺院。

## 简介
清朝康熙三十六年（1697年），鄂尔多斯各旗郡王、贝勒、贝子、公等一起筹措兴建沙日召。乾隆年间，为45名喇嘛颁发度牒，由鄂尔多斯各旗分摊度牒喇嘛的生活费及寺庙修缮费。沙日召设度牒衙门，下辖乌兰额日格庙、希尼庙、冉占巴庙、布日都庙、亚西勒图庙、毕力贡庙。
1920年代，沙日召成为内蒙古人民革命党的重要活动地点。沙日召僧人劳瑞桑布（1882年－1938年）是内蒙古人民革命党的活动家，蒙古族民主诗人。抗日战争时期，沙日召遭日军空袭，局部被毁。文化大革命中，沙日召全部被毁。1984年，重建了一座藏式殿堂，成为杭锦旗的宗教活动点之一。
2008年5月19日，是杭锦旗沙日召举办大型法会的最后一天，法会即将结束时，全体喇嘛自发向汶川地震灾区捐款。当时，该庙喇嘛大部分均体弱年迈，无劳动能力，生活并不富裕，但他们仍然要为灾区人民捐款。在现场，喇嘛们的这一善举获众多信徒支持，信众也参与捐款。庙管会从微薄的布施收入中捐出500元。此次共募集1918元善款。此外，当天正值全国哀悼日第一天，当天下午2点28分，参加法会的僧俗为地震死难者默哀，全体喇嘛为地震死者念经超度，为生者祈祷。